# Podvihanci
Podvihanci (znanstveno ime Tapinella) so rod gliv iz družine cevark (Boletaceae).

## Seznam podvihancev Slovenije[3]
- žametni podvihanec (Tapinella atrotomentosa)
- školjkasti podvihanec (Tapinella panuoides)